# Real, la película
Real, la película es un largometraje español dedicado al Real Madrid CF, producido por el propio club y dirigido por Borja Manso. Su preestreno tuvo lugar el 25 de agosto de 2005 en el Estadio Santiago Bernabéu, y en él se dieron cita todas las estrellas del primer equipo del club.

## Argumento
"Real" es la historia de cinco vidas en distintos continentes que comparten una misma pasión: el Real Madrid. Una universitaria de Nueva York que hace footing por Central Park, un adolescente en Tokio que siente celos de su novia, un niño de Senegal que vive en una pequeña aldea, un profesor de instituto en Madrid, un chico de Caracas que intercambia historias con un hombre ya mayor... cinco personas completamente distintas que no se conocen pero que tienen en común la afición por el Real Madrid.

## Comentario
"Real, la película" es el primer largometraje que dirige Borja Manso, quien quiso mostrar la proyección internacional del Real Madrid a través de cinco personajes anónimos conectados por una pasión común: un deporte tan internacional como es el fútbol de hoy en día. Javier Albala (Entre abril y julio, Segunda piel) protagoniza la historia española de "Real", que también ha contado con la colaboración especial de Florentino Pérez, Alfredo Di Stéfano y Emilio Butragueño.